# Montipora calcarea
Montipora calcarea är en korallart som beskrevs av Bernard 1897. Montipora calcarea ingår i släktet Montipora och familjen Acroporidae. IUCN kategoriserar arten globalt som sårbar. Inga underarter finns listade i Catalogue of Life.